# 槍管罩筒

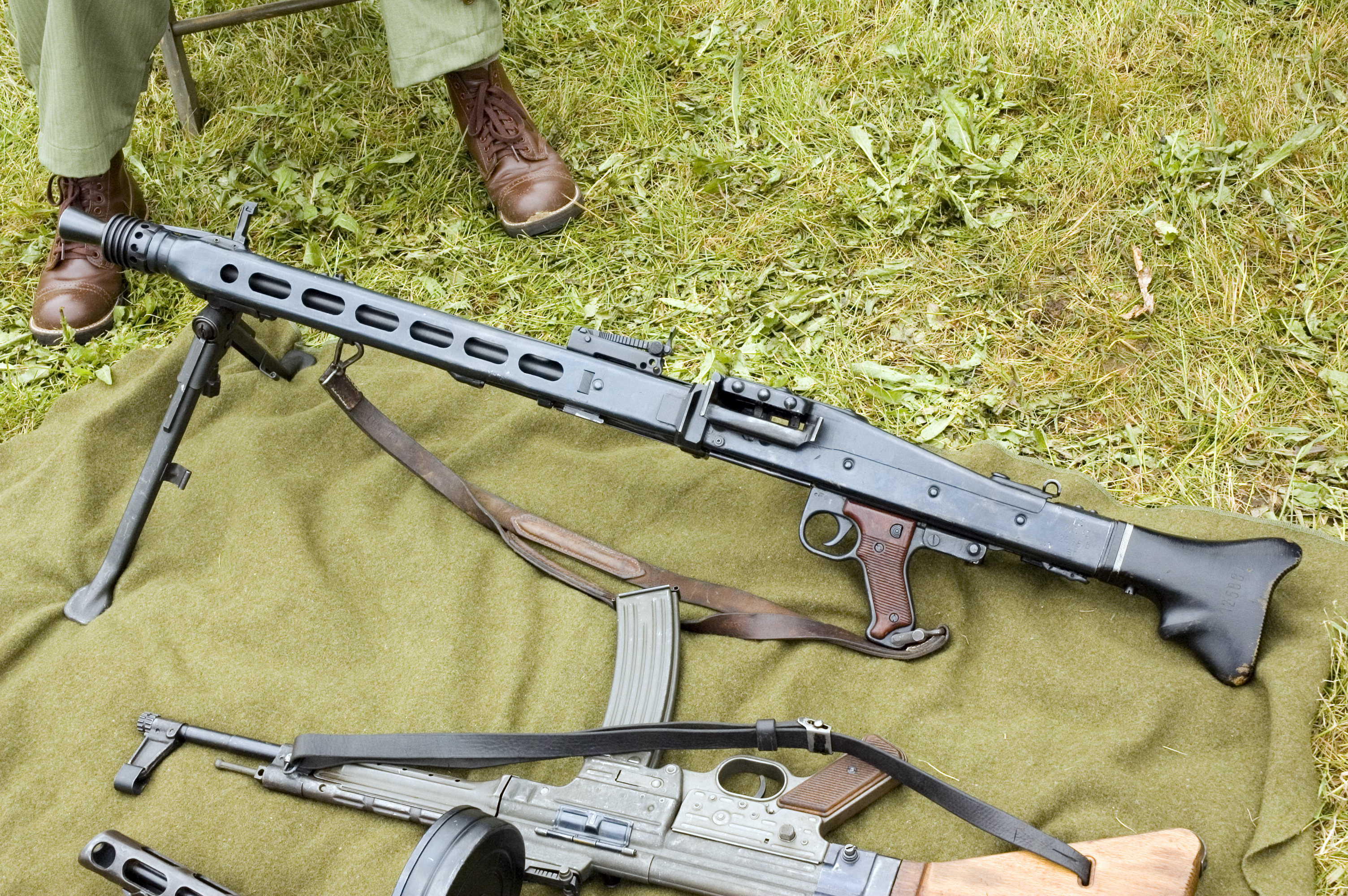
包覆著槍管的MG42通用機槍。

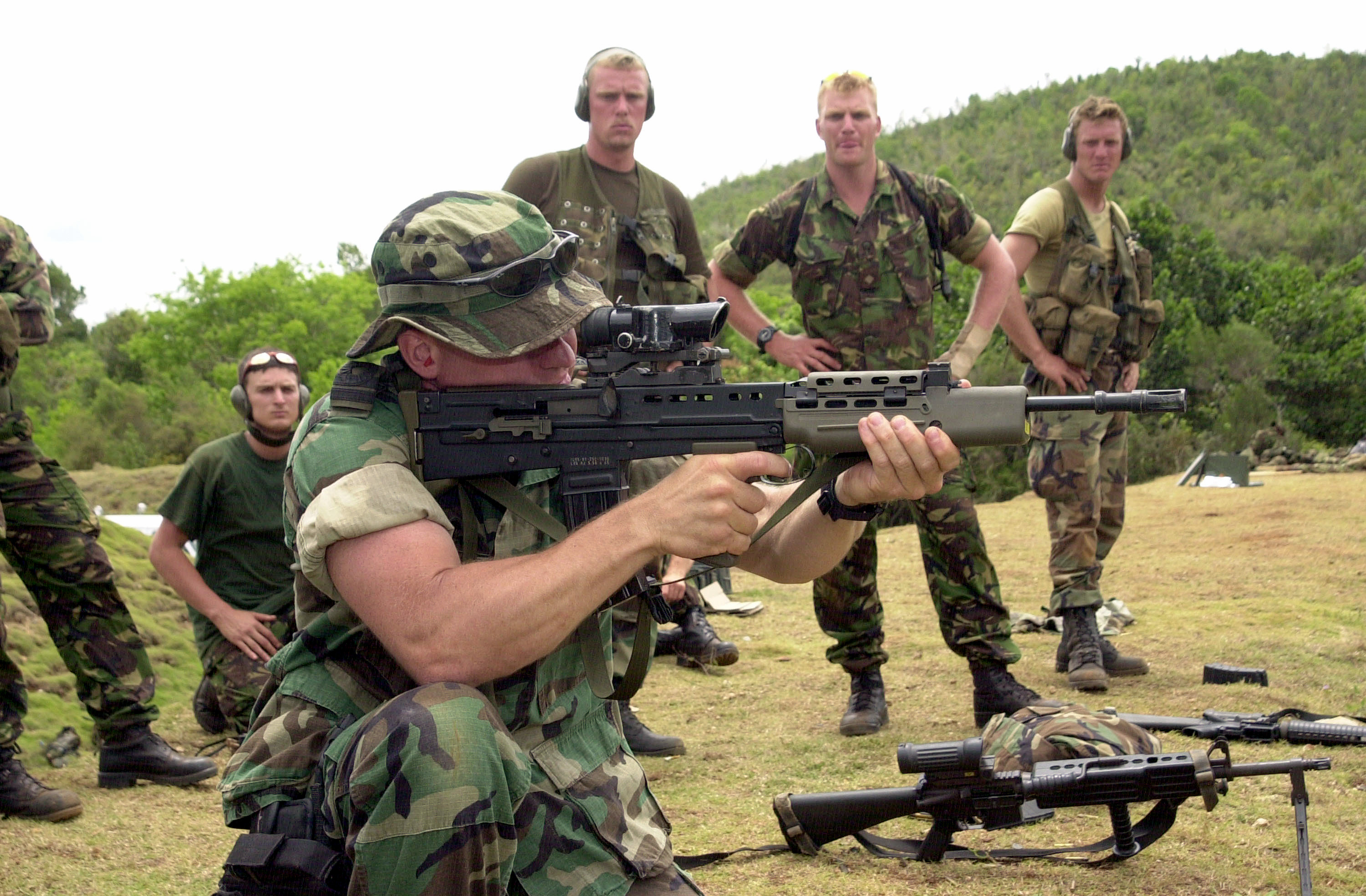
包裹著槍管的一部分的L85A2突击步枪。

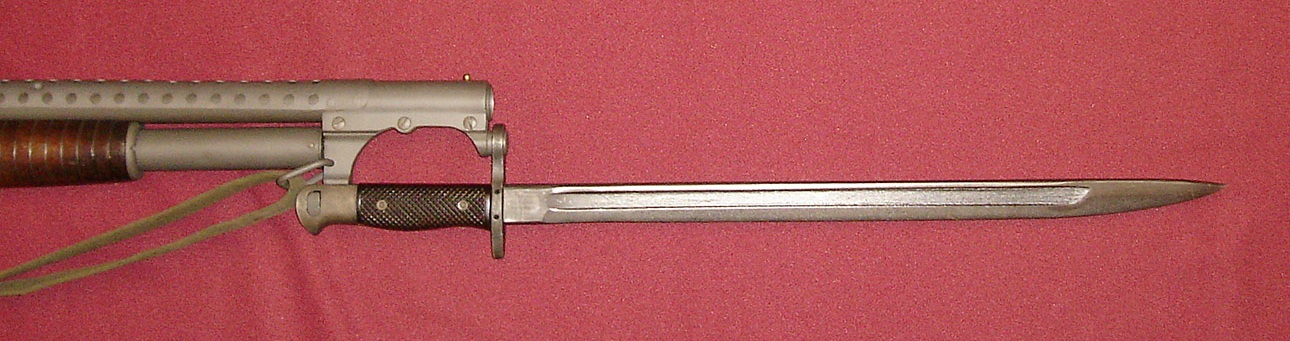
裝上了槍管隔熱罩與M1917刺刀的溫徹斯特M12軍用型戰鬥散彈槍。

槍管罩筒（英語：或、；又譯：通風式護手、槍管隔熱罩）是附接於火器（熱兵器）槍管外圍的覆蓋物，用以部分或完全地包覆著槍管，從而防止使用者因接觸過熱的槍管而被灼傷。

## 概述
手枪套筒與槍托以上並未完全包圍槍管的延伸部，以至槍械本身的機匣（或底把）通常都不會被稱為槍管罩筒，儘管實際上它們確實有這樣的功能。氣冷式機槍通常會配備槍管罩筒，以免在持續快速或自動模式射擊的情況下，因槍管非常的熱而對使用者造成危險。但是，在半自動槍械以上也可以裝上罩筒，因為在某些情況下，即使發射少量彈藥也會導致槍管被加熱到足以傷害使用者的程度。
槍管罩筒也被應用於泵動式霰彈槍以上。軍用型戰溝霰彈槍配有通風的金属製護木，並附帶刺刀附接座。通風式護木或隔熱罩（通常不配備刺刀座）也可用於警用鎮暴散彈槍和用於平民自衛而銷售的霰彈槍。隔熱罩還可以用作照準器或槍背帶轉環等附件的附接基座。

## 法律
與某些槍械以上的其他功能一樣，槍管罩筒一直是美國立法限制的目標。
現已過期的聯邦突擊武器禁制法案（簡稱：AWB）當中，禁制了裝上了槍管罩筒和另一特性（列表中需要有兩個或以上的特性），並且以可拆卸式彈匣供彈的半自動手槍。目前已經提出恢復突擊武器禁令的提議，亦包括這項規定，但卻未能成功。支持這種限制的人仕們援引了槍管罩筒的特性，可以在連續開火的期間保護射手並不接觸扳機的手免於被過熱的槍管灼傷，而美国全国步枪协会則將槍管罩筒視為“化妝品般的特性”。

## 資料來源
1. ↑  Bruce N. Canfield, A Collector's Guide to United States Combat Shotguns, Andrew Mowbray, 1992, ISBN 0-917218-53-1.
2. 1 2  Carter, Gregg Lee. . ABC-CLIO. 1 January 2002: 35  [2019-09-25]. ISBN 978-1-57607-268-4. （原始内容存档于2014-07-05）.
3. ↑  .   [2019-09-25]. （原始内容存档于2018-11-06）.
4. ↑  . 弗吉尼亞州費爾法克斯（Fairfax, Virginia）: 美國全國步槍協會，立法行動研究所（National Rifle Association, Institute for Legislative Action）. 2004年9月13日  [2019年9月25日]. （原始内容存档于2014年9月15日）. 不過，奉公守法的公民將可再度自由購買半自動槍械，無論其外觀特徵如何，用於標靶射擊、射擊競賽、狩獵、收藏，和最重要的是自衛用途。（Law-abiding citizens, however, will once again be free to purchase semi-automatic firearms, regardless of their cosmetic features, for target shooting, shooting competitions, hunting, collecting, and most importantly, self-defense.）